# Yvonne Monlaur
Yvonne Monlaur (nombre de nacimiento Yvonne-Thérèse-Marie-Camille Bédat de Monlaur; París, 15 de diciembre de 1939 – París, 18 de abril de 2017) fue una actriz francesa, conocida sobre todo por la películas de horror de la Hammer.

## Biografía
El padre de Monlaur, Pierre Bédat de Monlaur fue un poeta, descendiente de la familia aristocrática de los d'Escoubès de Monlaur; mientras que su madre era una bailarina. Cuando era niña, estudió ballet y empezó su carrera como modelo.
Monlaur saltó a la fama con la película italiana de 1958 3 straniere a Roma, en la que aparece junto a Claudia Cardinale y posteriormente, en la película de 1960 El circo del terror (Circus of Horrors) junto a actores de la talla de Anton Diffring y Donald Pleasence. En 1960, también protagonizó la película de la Hammer Las novias de Drácula (The Brides of Dracula ) junto a Peter Cushing y Freda Jackson y El terror de los Tongs (The Terror of the Tongs) (1961) con Christopher Lee.
Monlaur hizo la prueba del papel de Domino Derval en la película de la serie de James Bond de 1965 Operación Trueno (Thunderball). El papel finalmente se la llevó otra actriz francesa Claudine Auger.
Después de una serie de trabajos en Italia y Alemania, Monlaur finalmente dejó la industria para volver a París. A partir de ese momento, apareció en convenciones y tributos para las películas de la Hammer.

## Filmografía seleccionada
| Año  | Título en español           | Título original            | Director                 | Papel          |
| ---- | --------------------------- | -------------------------- | ------------------------ | -------------- |
| 1956 | Mannequins of Paris         | Mannequins of Paris        | André Hunebelle          | Janine         |
| 1958 | 3 straniere a Roma          | 3 straniere a Roma         | Claudio Gora             | Nanda          |
| 1960 | Inn for Trouble             | Inn for Trouble            | C.M. Pennington-Richards | Yvette Dupres  |
| 1960 | El circo del terror         | Circus of Horrors          | Sidney Hayers            | Nicole Vanet   |
| 1960 | Las novias de Drácula       | The Brides of Dracula      | Terence Fisher           | Marianne       |
| 1960 | Capri                       | It Started in Naples       | Melville Shavelson       |                |
| 1961 | El terror de los Tongs      | The Terror of the Tongs    | Anthony Bushell          | Lee            |
| 1961 | Gerarchi si muore           | Gerarchi si muore          | Giacomo Simonelli        | Rosalina       |
| 1962 | Lemmy y ...las espías       | Lemmy pour les dames       | Bernard Borderie         | Claudia        |
| 1962 | El halcón del Caribe        | Hawk of the Caribbean'     | Piero Regnoli            | Arica Mageiras |
| 1965 | Misión especial en Caracas  | Mission spéciale à Caracas | Raoul André              | Muriel         |
| 1965 | El ataque viene del espacio | Le ciel sur la tête        | Yves Ciampi              | Françoise      |